# Bernardino Viana
Bernardino Soares Viana (São Francisco do Maranhão, 26 de maio de 1923 — Teresina, 22 de março de 1989) foi um advogado, técnico em contabilidade, professor e político brasileiro que foi senador pelo Piauí, na vaga antes ocupada por Petrônio Portela.

## Dados biográficos
Filho de Hermes Soares Viana e Laura Vilanova. Advogado formado pela Universidade Federal do Piauí, trabalhou antes como técnico em contabilidade e professor. Gerente do Banco do Brasil, foi presidente do Banco do Estado do Piauí, cargo que acumulou com o de secretário de Fazenda no governo Helvídio Nunes, recebendo o título de cidadão piauiense em 1969. Estreou na política em 1974, ao ser eleito primeiro suplente do senador Petrônio Portela, assumindo o cargo de secretário de Indústria e Comércio nos governos de Dirceu Arcoverde e Djalma Veloso (1975-1979). Em março de 1979, tornou-se senador quando o titular foi nomeado ministro da Justiça do governo João Figueiredo e efetivado em janeiro de 1980 após a morte de Portela.
Seu nome foi sugerido como alternativa à sucessão do governador João Clímaco d'Almeida em 1970 graças aos seus vínculos com Petrônio Portela, contudo o presidente Emílio Garrastazu Médici indicou Alberto Silva frustrando assim as articulações em torno de Viana.
Candidato a reeleição por uma sublegenda do PDS em 1982, ficou na primeira suplência de João Lobo, que obteve a cadeira por menos de 20 mil votos. Posteriormente deixou sua antiga legenda e ingressou no PFL sendo candidato a deputado federal em 1986, ficando na décima segunda suplência.